# NGC 6264
NGC 6264 ist eine 14,1 mag helle balkenspiralförmige Seyfertgalaxie (Typ 2) vom Hubble-Typ SBb im Sternbild Herkules und etwa 462 Millionen Lichtjahre von der Milchstraße entfernt.
Sie wurde am 28. Juni 1864 von Albert Marth entdeckt.